# Haylie Ecker
Haylie Ecker (Perth, 9 ottobre 1975) è una musicista e scrittrice australiana, direttrice artistica ed ex prima violinista e cofondatrice del gruppo musicale Bond. Insieme alle Bond ha venduto oltre 4 milioni di dischi e accumulato 43 dischi di platino e oro a livello internazionale.

## Carriera
Haylie Ecker si trasferì a Londra nel 1995 con una borsa di studio musicale per conseguire in seguito il premio First Class BMus-GSMD e un diploma post laurea in Studi solistici avanzati alla Guildhall School Of Music and Drama. Ha vinto il premio Guildhall School Of Music And Drama's Maurice Warshaw con la Poème op.25 di Ernest Chausson e il premio Ivan Sutton per la Musica da camera. Ecker ha girato il Giappone suonando il Concerto per violino di Čajkovskij in nove città, con la Western Australian Youth Orchestra nel 1997 e successivamente con la Luxembourg Philharmonia Archiviato il 9 novembre 2019 in Internet Archive. .
Nel 1998, Ecker ha cofondato il gruppo musicale Bond con tre delle sue amiche, collaborando con Svengali Mel Bush e Mike Batt. Le Bond hanno lanciato la loro carriera discografica e performativa in un concerto alla Royal Albert Hall di Londra registrando il tutto esaurito, che è stato successivamente pubblicato attraverso  Decca come concerto DVD: Live At Albert Hall. Questo DVD ha continuato a vincere il Disco di platino negli Stati Uniti d'America e nel mondo.

### 2001-2010
Ecker ha lavorato con Magnus Fiennes nella serie animata di cartoni animati Freefonix in cui interpreta il personaggio di Syun, che ha il superpotere di manipolare il tempo attraverso straordinarie abilità con il violino. Ecker ha partecipato all'album Zu & Co. di Zucchero con il brano vincitore del disco di platino Everybody's Gotta Learn Sometime, (Parlophone). Nel 2007 presenta la prima stagione di Classical Destinations, un programma sulla musica classica nel mondo.
Ecker ha discusso con il commentatore culturale britannico Norman Lebrecht su BBC Breakfast, fatto che ha portato ad ulteriori inviti a discutere di musica sui media britannici, tra cui The Mozart Effect su LebrechtLive per BBC Radio 3 e una discussione sulla musica e l'educazione musicale con Julian Lloyd Webber nel programma Lunchtime TV della BBC2. Ecker ha partecipato all'ultimo album di Oi Va Voi. Nel 2008 Haylie Ecker ha arrangiato e registrato le musiche per il film nominato ai BAFTA Adulthood. Haylie Ecker ha lasciato le Bond nel 2008 e si è trasferita ad Hong Kong con la sua famiglia.

### 2011-oggi
Nel 2011 Haylie Ecker ha cofondato ed è stata direttore artistico di PLAY !, una serie di concerti di musica classica per bambini, sotto il gruppo ombrello di Premier Performances Hong Kong. Come direttore artistico, ha collaborato con artisti come Brooklyn Rider, Alpin Hong, Freddy Kempf e Dobrinka Tabakova, quest'ultima con la quale ha curato un adattamento del Carnevale degli animali per il Capodanno cinese di Saint-Saëns, che è stato presentato in anteprima nel 2013 al Festival internazionale della musica da camera di Hong Kong, ed è in procinto di essere pubblicato sotto forma di libro. 
Nel 2012 Haylie ha eseguito un arrangiamento solista di Saint Saëns Danse Macabre, con l'Orchestra Lamoureux e Faycal Karoui per i primi concerti all'aperto nel Giardino delle Tuileries. Nel 2013 Haylie ha registrato spesso con il pluripremiato compositore cinematografico Ilan Eshkeri e ha registrato gli assoli di violino per i nominati ai BAFTA The Snowdog and The Snowman. Tra il 2011 e il 2014 Haylie è stata una scrittrice di Sassy Mama HK contribuendo a mix musicali per holiday events. Ha anche collaborato come scrittrice per Time Out Hong Kong. Continua la sua carriera di violino classico oltre a suonare con le Bond e altri musicisti. 